# 比利亚伦瓜
比利亚伦瓜，是西班牙阿拉贡自治区萨拉戈萨省的一个市镇。 总面积40平方公里，总人口414人（2001年），人口密度10人/平方公里。